# هایکی کیوستیلا
هایکی کیوستیلا (انگلیسی: Heikki Kyöstilä؛ زادهٔ ژانویه ۱۹۴۶ (۷۹ سال)) کارآفرین و سرمایه‌دار اهل فنلاند است، که در سال ۱۹۷۱ شرکت پلنمکا را تأسیس کرد.